# Leon Cooper
Leon Neil Cooper (ur. 28 lutego 1930 w Nowym Jorku, zm. 23 października 2024 w Providence) – amerykański fizyk, noblista.
Profesor związany z Uniwersytetem Browna (w Providence), Uniwersytetem Illinois w Urbanie i Champaign oraz Uniwersytetem Stanu Ohio (w Columbus), dyrektor Center for Neural Science Uniwersytetu Browna, laureat Nagrody Nobla w dziedzinie fizyki, Comstock Prize in Physics i innych nagród, członek National Academy of Sciences w Waszyngtonie.
Jest odkrywcą istnienia par elektronów, nazwanych od jego nazwiska parami Coopera.
Nagrodę Nobla otrzymał w roku 1972, wspólnie z Johnem Bardeenem i Robertem Shriefferem, za sformułowanie teorii nadprzewodnictwa, nazwanej później teorią BCS.